# Super Meat Boy
Super Meat Boy je ploščadna igra, ki jo je razvila skupina Team Meat. Izdan je bil na Xbox Live Arcade 20. oktobra 2010. Različica za Windows pa je bila izdana 30. Novembra 2010.
Igra pripovodeju zgodbo o junaku Meat Boyju, ki skuša rešiti svojo punco Bandage Girl pred zlobnim Doctor Fetusom.

## Igralnost
Igralec mora junaka Meat Boy-ja pripeljati do konca vsake stopnje. Na poti se je treba prebiti skozi razne ovire, kot so žage, sol, lava. Igra je sestavljena iz okoli 350 stopenj, ki so razdeljene na poglavja.
Stopnje znotraj posameznega poglavja se lahko igrajo v poljubnem zaporedju, vendar je za odklep naslednjega poglavja potrebno končati določeno število stopenj in premagati šefa.
Vsaka stopnja ima alternativno težjo stopnjo, katero odklenemo, če stopnjo končamo pod določenim časom. V posameznih stopnjah so skriti portali, kateri nas ponesejo v dodane stopnje v retro slogu.

### Igralni liki
Če končamo določen portal ali pa zberemo določeno število povojev se nam odklenejo dodatni igralni liki iz drugih neodvisnih iger, ki pa imajo svojevrstne sposobnosti.
Določene stopnje od igralca zahtevajo igranje z določenim likom. Nabor igralnih likov sem med različico za Windows in Xbox Live Arcade razlikuje.